# Puerto Dramaturgia
El Colectivo Puerto Dramaturgia (Chile) es una organización sin fines de lucro formado por artistas teatrales radicados en la ciudad de Valparaíso, que tiene el fin de promover el análisis, la difusión y creación dramatúrgica de la zona.

## Historia
El Colectivo Puerto Dramaturgia nace hacia mediados de 2010 a partir de una investigación desarrollada por Cristian Figueroa, Astrid Quintana, Marco Trigo y Esteban Sazo en donde se indagaba en la dramaturgia de los últimos diez años en la región de Valparaíso. Diversas inquietudes como la falta de difusión y conocimiento sobre la escritura teatral de la zona, así como el casi inexistente movimiento de crítica teatral, motivaron a estos investigadores a fundar el colectivo.
El funcionamiento de la organización se hizo patente en 2011 con la realización de la primera actividad: Uni-verso-mar, y se concretó con la adjudicación de un FONDART, para concluir la investigación y realizar el primer Ciclo de Dramaturgia en el Puerto.

## Eventos

### Uni-verso-mar
Fue un ciclo de unipersonales teatrales realizado en el marco del III Forum Universal de las Culturas (Valparaíso, 2010). Este evento, organizado junto a la Carrera de Actuación Teatral de la [Universidad de Valparaíso] contempló la presentación de unipersonales teatrales a cargo de autores, directores y/o actores nacidos o residentes en la región de Valparaíso.
Las obras participantes fueron montajes que participaron exitosamente en diversos ciclos y festivales de la V región durante 2010. Entre ellos contamos:
- El profesor distraído de Ivo Herrera Ávila
- Liceo c/n° de Marco Trigo
- Prefiero morir aquí de Fernando Mena
- Paul and John de Marco Antonio De la Parra
- Presunta desgraciá de Daniela Alcaide
- Malicia... no es otra obra burguesa de Fernando Mena

### Primer ciclo de dramaturgia en el puerto
El Primer Ciclo de Dramaturgia en el Puerto, financiado por FONDART regional 2010, consistió en ocho jornadas de Lecturas Dramatizadas de obras escritas por dramaturgos de la V región, que fueron llevadas a análisis por destacados dramaturgos e investigadores del país.   La dirección de estas lecturas estuvo a cargo de reconocidos directores a nivel regional y nacional.
El proyecto incluyó una publicación de los resultados recogidos a lo largo del Ciclo, dicha publicación contará con ensayos y análisis desarrollados por los panelistas invitados y por miembros del equipo de investigación de Puerto Dramaturgia.